# Paradis (Louisiane)
Pour les articles homonymes, voir Paradis (homonymie).
Paradis est une communauté non-incorporée de l'État américain de la Louisiane, située dans la paroisse de Saint-Charles. Selon le recensement de 2000, sa population est de 1 252 habitants.